# Сантана-ди-Парнаиба
Сантана-ди-Парнаиба (порт. Santana de Parnaíba)  —  муниципалитет в Бразилии, входит в штат Сан-Паулу. Составная часть мезорегиона Агломерация Сан-Паулу. Находится в составе крупной городской агломерации Агломерация Сан-Паулу. Входит в экономико-статистический  микрорегион Озаску. Население составляет 102 224 человека на 2006 год. Занимает площадь 183,816 км². Плотность населения — 556,1 чел./км².
Праздник города —  14 ноября. 

## История
Город основан в 1625 году.

## Статистика
- Валовой внутренний продукт на 2003 составляет 966.866.544,00 реалов (данные: Бразильский институт географии и статистики).
- Валовой внутренний продукт на душу населения на 2003 составляет 10.783,70 реалов (данные: Бразильский институт географии и статистики).
- Индекс развития человеческого потенциала на 2000 составляет 0,853 (данные: Программа развития ООН).

## Галерея

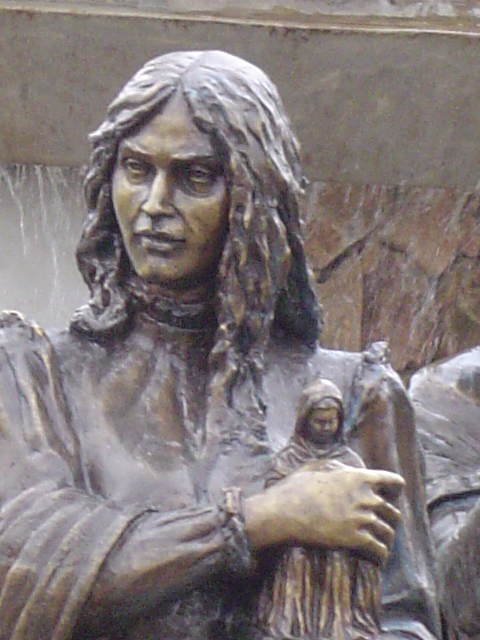
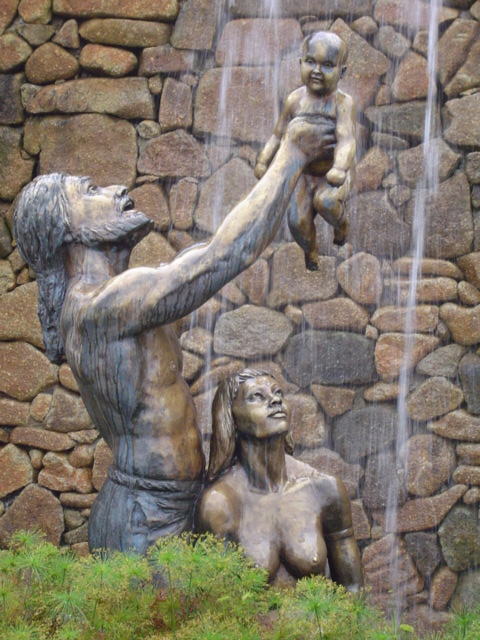
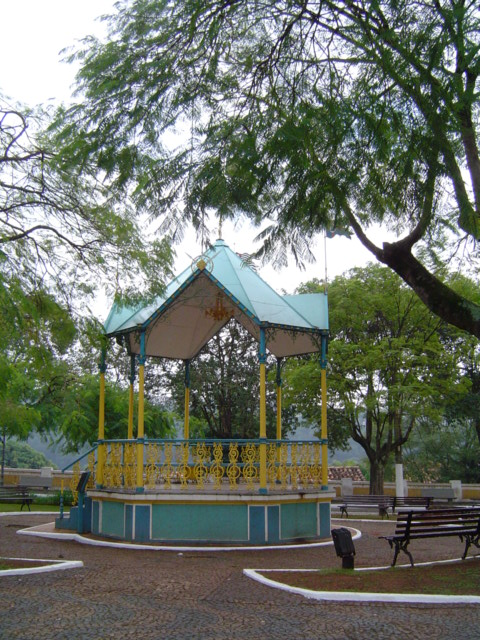
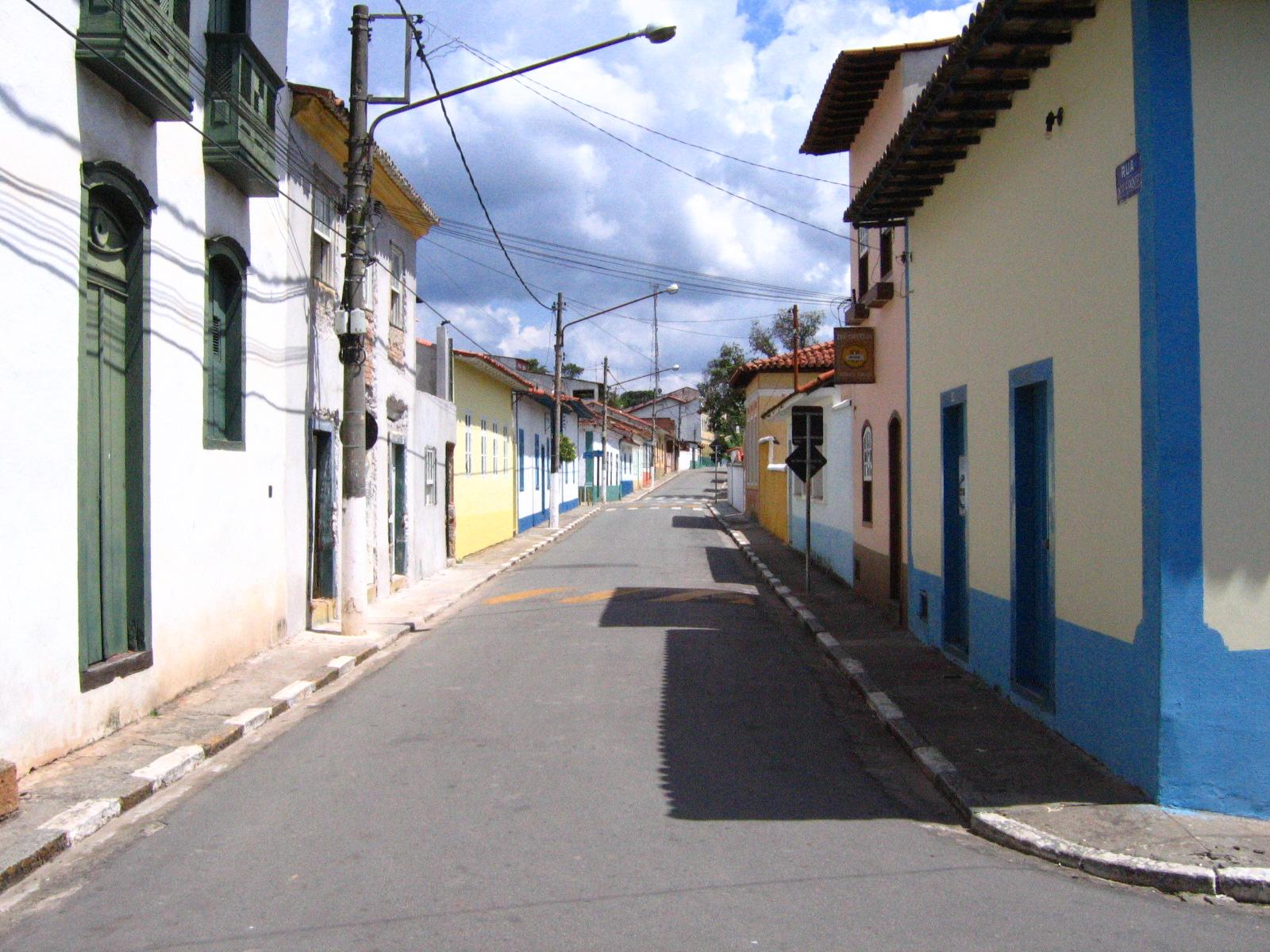
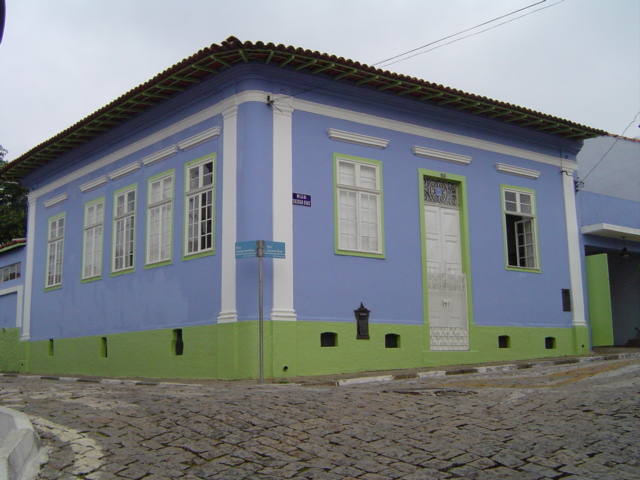
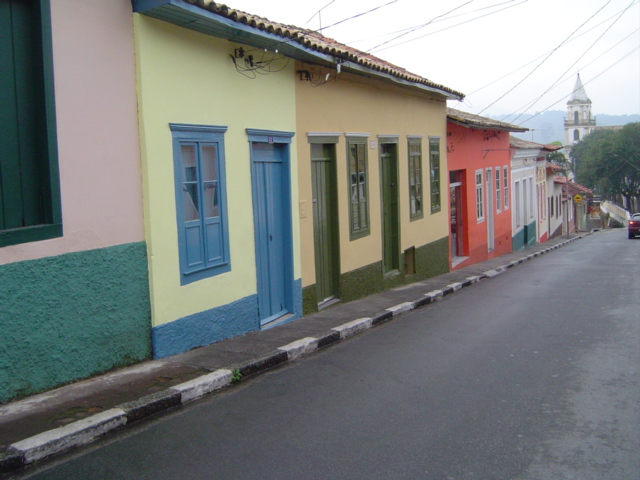
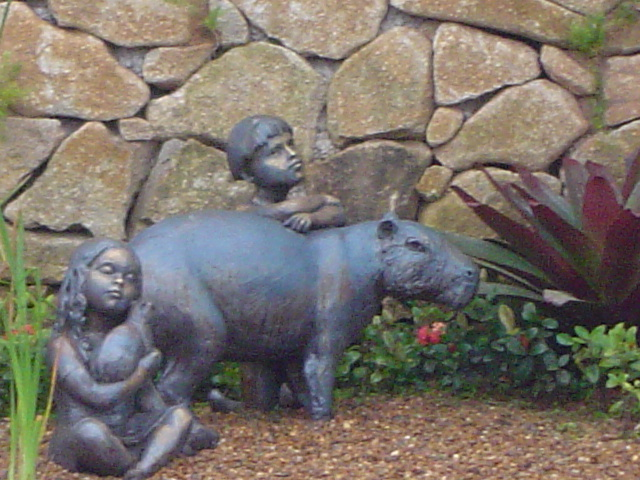
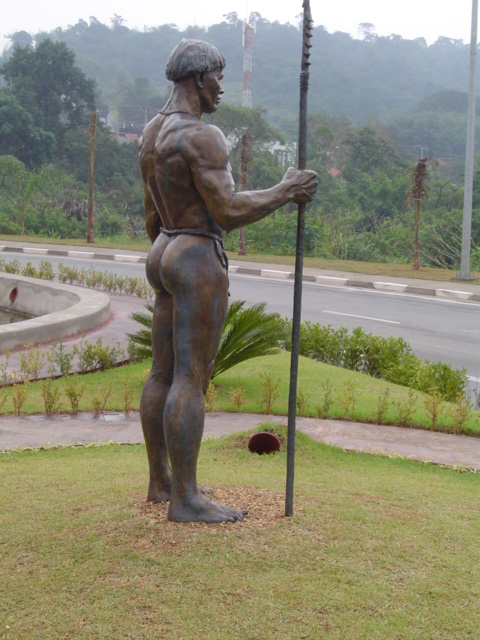

## География
Климат местности: субтропический.